# Biserica de lemn din Vlădești
Biserica de lemn Sfinții Voievozi este o biserică situată în partea de nord-est a satului Vlădești, comuna Bogdănești din județul Vaslui.
A fost ctitorită în anul 1815, iar în secolul XX a suferit câteva transformări: căptușită cu scândură la exterior, tencuită la interior, soclu ciment, învelită cu tablă, inițial șindrilă. Cultul ortodox.